# Snytens station

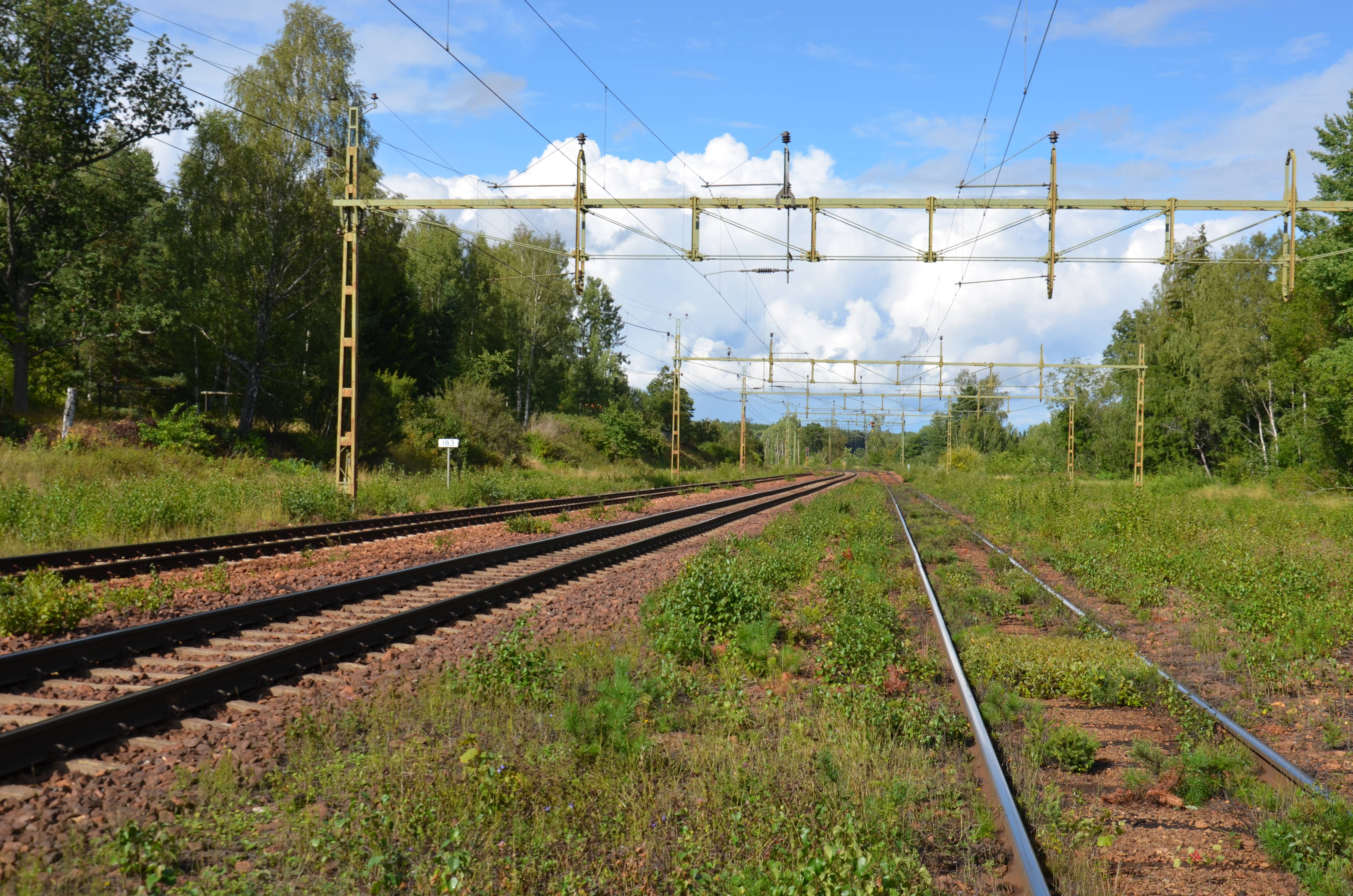
Snytens spårområde

Snyten var en station i Karbennings socken i nuvarande Norbergs kommun, vilken låg där Norbergs järnväg korsar - och på en kort sträcka vid stationen sammanfaller med - dåvarande stambanan Frövi-Krylbo, vid Snytens västra strand, cirka en kilometer söder om byn Snytsbo.
Snytens stationshus, som ritades av Statens Järnvägars chefsarkitekt Folke Zettervall för den nya stambanan Frövi - Krylbo och invigdes år 1900, var uppfört i samma arkitektoniska stil och material som övriga stationer utmed samma bansträcka som Skinnskattebergs station, järnvägsstationen i Västanfors och Karbennings station. Stationens läge var 91 meter över havet och 183 kilometer från Stockholm, enligt de uppgifter som vid denna tid normalt angavs på stationsskyltarna.
I två bibyggnader, också ritade av Folke Zettervall, fanns två respektive tre bostadslägenheter. Därutöver fanns två lägenheter i själva stationsbyggnaden. Vid mitten av 1920-talet hade stationen en bemanning av 10–15 anställda. Snytens stationshus var det tredje största utmed banan Frövi- Krylbo, näst efter Krylbo och Västanfors, men då dess omland var glesbefolkat var antalet resande likväl litet. År 1900 var det i medeltal tjugo resande per dag, och år 1922 sju. Stationshuset och vissa andra byggnader revs 1972, men en bostadsbyggnad samt en bibyggnad öster om det tidigare stationshuset står kvar.

## Fotogalleri

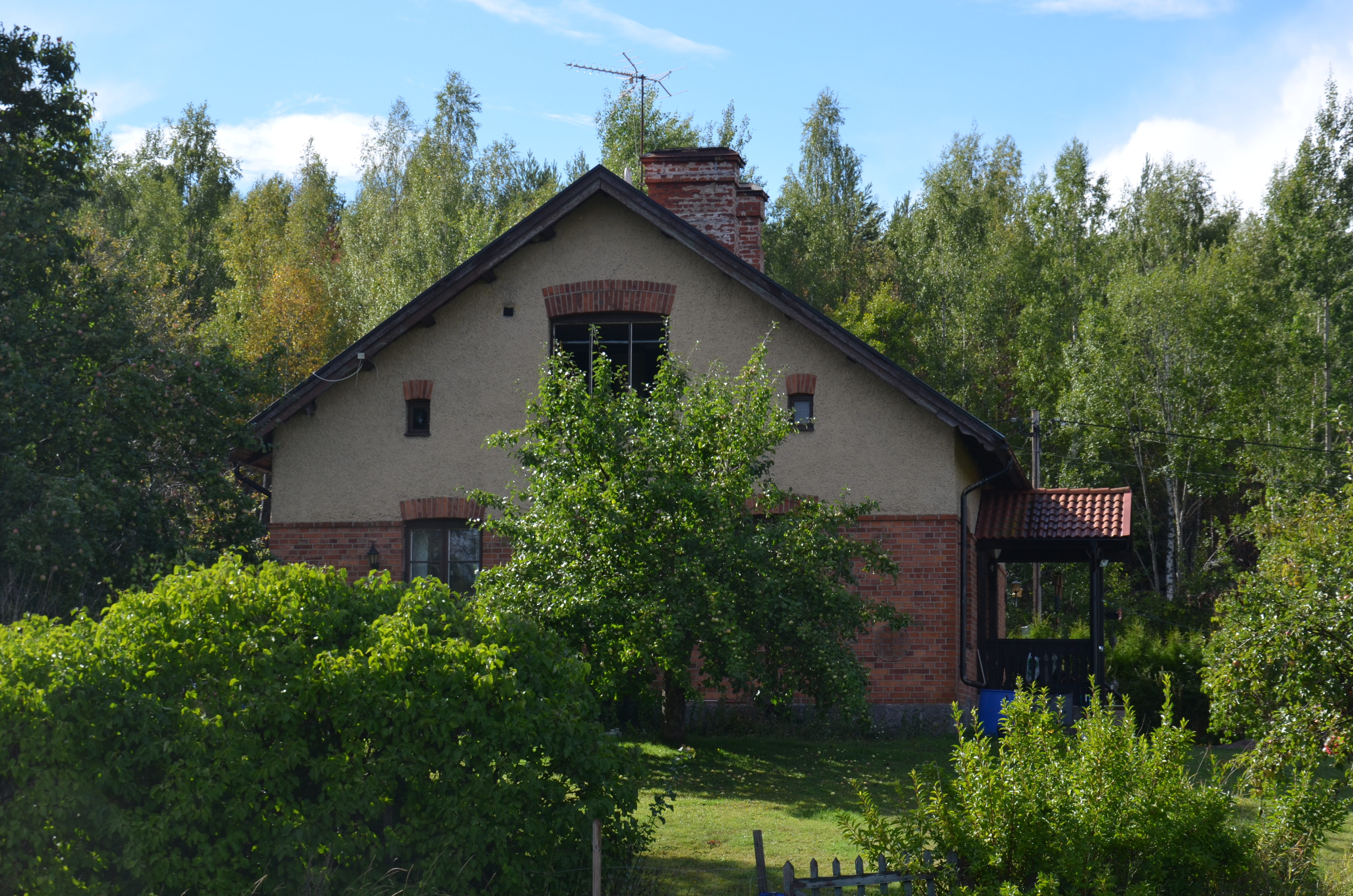
Bostadshus vid Snytens järnvägsstation
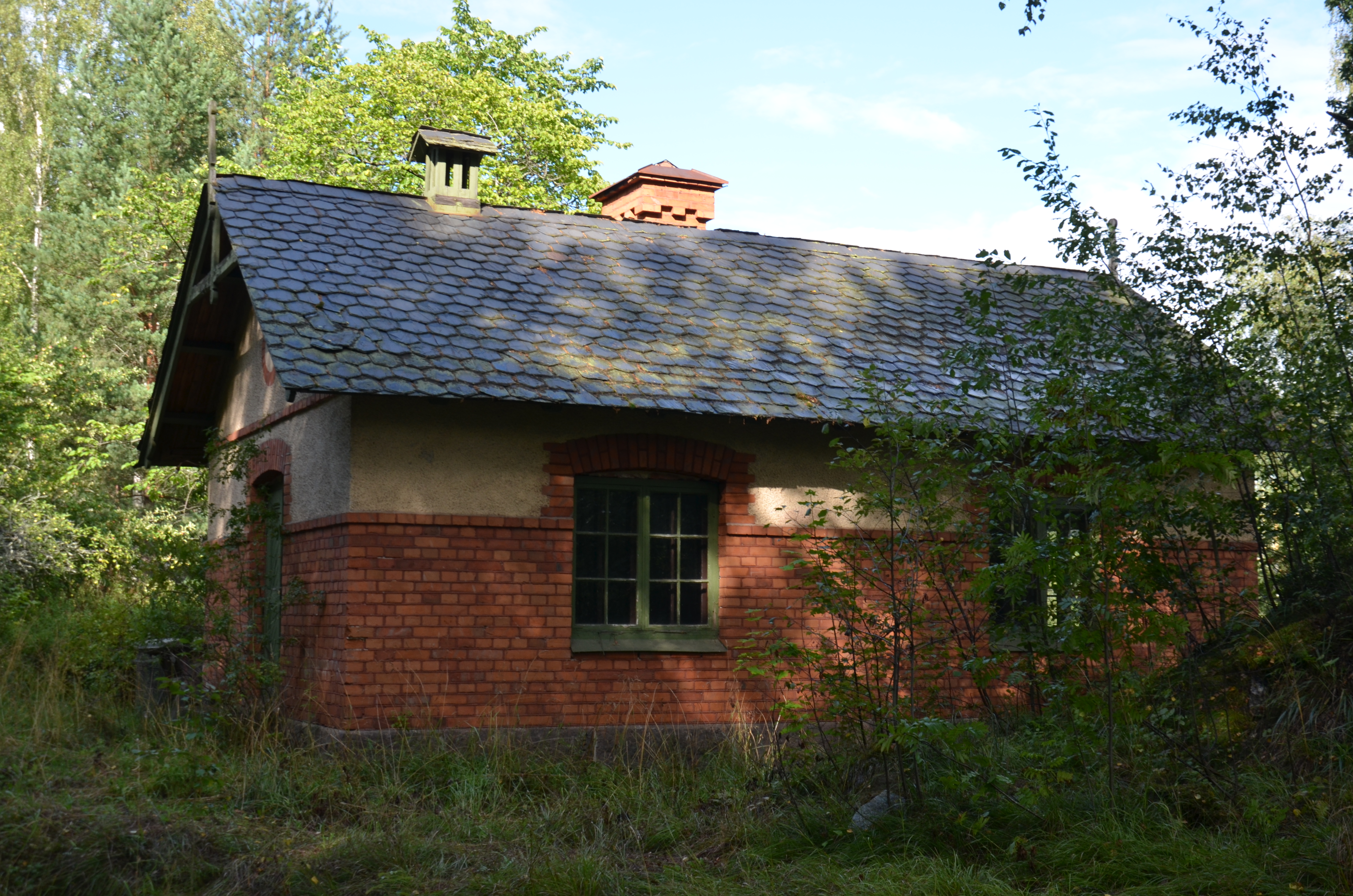
Byggnad vid Snytens järnvägsstation
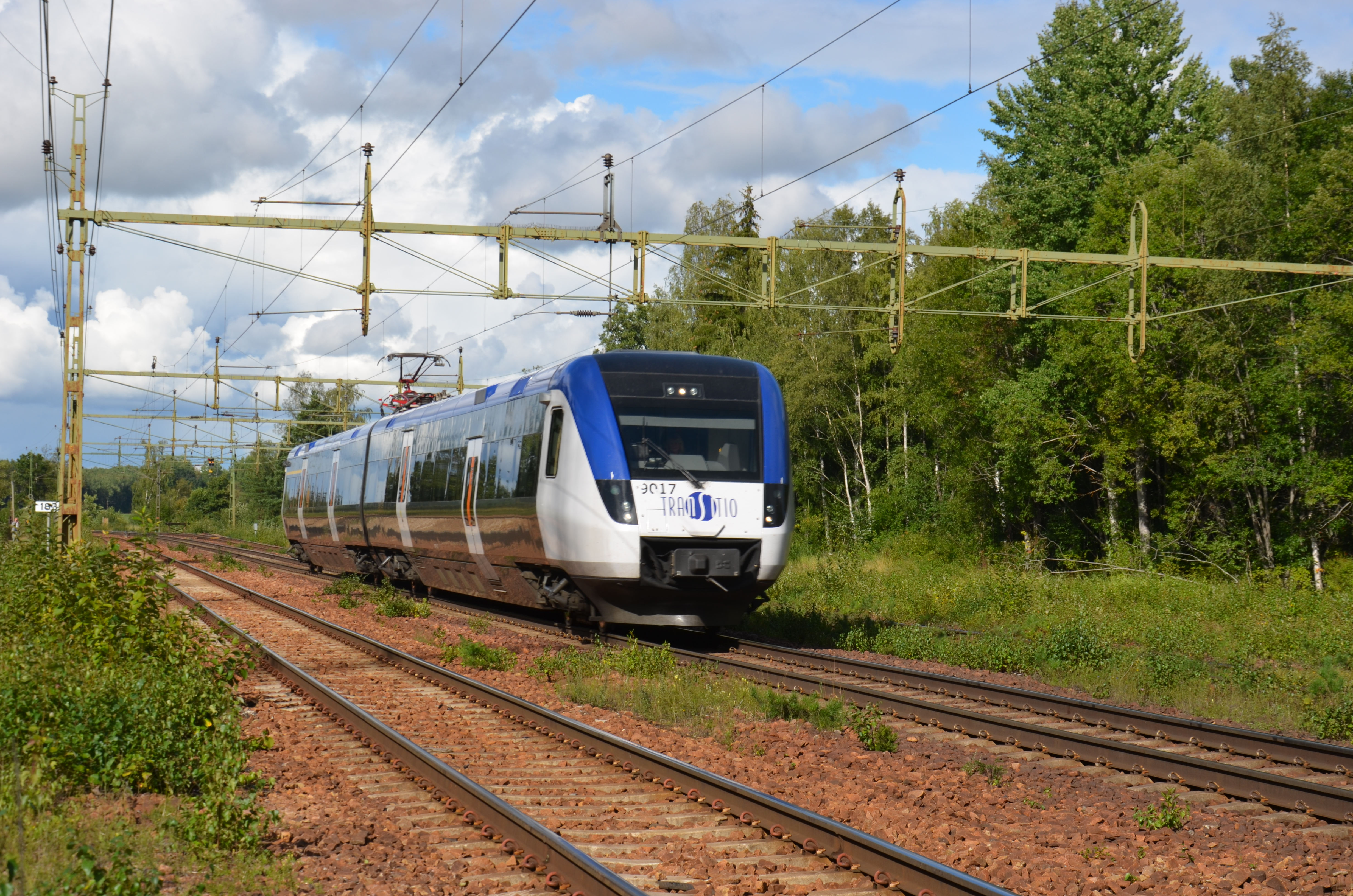
Persontåg som passerar Snytens järnvägsstation